# Sant'Alfio
Sant'Alfio (tiếng Sicilia: Sant'Arfiu) là một đô thị ở tỉnh Catania trong vùng Sicilia, có khoảng cách khoảng 160 km về phía đông của Palermo và cách khoảng 25 km về phía bắc của Catania. Tại thời điểm ngày 31 tháng 12 năm 2004, đô thị này có dân số 1.677 người và diện tích là 23,6 km².
Sant'Alfio giáp các đô thị: Adrano, Belpasso, Biancavilla, Bronte, Castiglione di Sicilia, Giarre, Linguaglossa, Maletto, Mascali, Milo, Nicolosi, Piedimonte Etneo, Randazzo, Zafferana Etnea.